# Depot von Český Krumlov
Das Depot von Český Krumlov (auch Hortfund von Český Krumlov) ist ein Depotfund der frühbronzezeitlichen Aunjetitzer Kultur aus Český Krumlov im Jihočeský kraj, Tschechien. Es datiert in die Zeit zwischen 2000 und 1800 v. Chr. Das Depot befindet sich heute im Regionalmuseum in Český Krumlov.

## Fundgeschichte
Das Depot wurde 2007 westlich von Český Krumlov in einer Tiefe von 0,25 m bis 0,3 m von einem Sondengänger entdeckt. Die Fundstelle liegt am Westhang eines steilen Hügels, kurz unterhalb des Gipfels. Eine archäologische Nachuntersuchung ergab keine weiteren Funde.

## Zusammensetzung
Das Depot besteht aus zwei bronzenen Randleistenbeilen. Sie lagen bei ihrer Auffindung 6,5 m voneinander entfernt, wahrscheinlich waren sie durch Erosion verlagert worden.